# 1021
| Calendário gregoriano                                                        | 1021 MXXI                                              |
| Ab urbe condita                                                              | 1774                                                   |
| Calendário arménio                                                           | 470 – 471                                              |
| Calendário bahá'í                                                            | -823 – -822                                            |
| Calendário budista                                                           | 1565                                                   |
| Calendário chinês                                                            | 3717 – 3718 Início a 15 de fevereiro (aproximadamente) |
| Calendário copta                                                             | 737 – 738                                              |
| Calendário etíope                                                            | 1013 – 1014                                            |
| Calendários hindus - Vikram Samvat - Calendário nacional indiano - Cáli Iuga | 1076 – 1077 942 – 943 4121 – 4122                      |
| Calendário Holoceno                                                          | 11021                                                  |
| Calendário islâmico                                                          | 411 – 413                                              |
| Calendário judaico                                                           | 4781 – 4782                                            |
| Calendário persa                                                             | 399 – 400                                              |
| Calendário rúnico                                                            | 1271                                                   |
| Calendário solar tailandês                                                   | 1564                                                   |

1021 (MXXI na numeração romana) foi um ano comum do século XI do Calendário Juliano, da Era de Cristo, a sua letra dominical foi A (52 semanas), teve início a um domingo e terminou também a um domingo.
No território que viria a ser o reino de Portugal estava em vigor a Era de César que já contava 1059 anos.
| Ano completo                    |
| ------------------------------- |
| Ano comum com início ao domingo |

## Nascimentos
- Eudócia Macrembolitissa, esposa dos imperadores bizantinos Constantino X Ducas e Romano IV Diógenes (m. 1096)